# Whatever You Like
〈Whatever You Like〉는 미국의 래퍼 T.I.의 노래로, 여섯 번째 정규 음반 《Paper Trail》의 리드 싱글이다. 노래는 T.I., 제임스 셰퍼, 데이비드 시겔이 작곡, 작사를 했으며, 짐 존신이 프로듀서를 맡았다. 영국에서는 《Paper Trail》의 세 번째 싱글로 2009년 6월 1일 발매되었다.
노래는 미국 빌보드 핫 100 차트에서 1위를 차지해 T.I.의 두 번째 미국 1위 싱글이 되었다. 차트에서 비연속 7주 동안 정상일 지켰으며, 3위권에서는 12주 동안 머물렀다. 이 외에 뉴질랜드에서 1위를 했으며, 미국 음반 산업 협회로부터 트리플 플래티넘 인증을 받았다. 〈Whatever You Like〉는 2000년부터 2009년까지 2000년대를 집계한 빌보드 핫 100 10년간 차트에서 16위에 올랐다.

## 곡 목록
Digital single
| #  | 제목                  | 작사·작곡                                     | Sample(s)                                                     | 재생 시간 |
| -- | --------------------- | --------------------------------------------- | ------------------------------------------------------------- | --------- |
| 1. | 〈Whatever You Like〉 | Clifford Harris, James Scheffer, David Siegel | * Contains a sample from "Redemption" performed by Bill Conti | 4:11      |

## 같이 보기
- 2008년 빌보드 핫 100 차트 1위 목록